# Melanocharis arfakiana
Il beccabacche oscuro o beccabacche degli Arfak (Melanocharis arfakiana (Finsch, 1900)) è un uccello passeriforme della famiglia Melanocharitidae.

## Etimologia
Il nome scientifico della specie, arfakiana, è un riferimento all'areale occupato da questi uccelli: il loro nome comune rappresenta invece un riferimento alla livrea.

## Descrizione

### Dimensioni
Misura 11,5 cm di lunghezza, per 11,5 g di peso.

### Aspetto
Si tratta di uccelli dall'aspetto paffuto e massiccio, muniti di testa allungata, becco sottile e di media lunghezza, forti zampe e coda di media lunghezza: nel complesso, questi uccelli ricordano molto le femmine del beccabacche nero, dalle quali differiscono per il becco chiaro e l'area gialla sotto l'ala.
Il piumaggio è di colore grigio-verdastro su fronte, vertice e nuca, mentre dorso, ali e coda sono di colore bruno-olivastro: gola, petto e ventre sono di colore grigio-biancastro, più scuro sui primi due, mentre scapole e fianchi sono di colore giallo, molto evidente quando l'animale spiega le ali.
Il becco è di un inusuale colore grigio-rosato con punta nera (i beccabacche possiedono generalmente becco di colore scuro), le zampe sono nerastre e gli occhi sono di colore bruno-rossiccio.

## Biologia
Si tratta di uccelli dalle abitudini essenzialmente diurne, che vivono da soli o in coppie e si rivelano estremamente timidi e difficili da osservare, mentre è più facile udire il loro richiamo cinguettante formato da una nota ascendente e una discendente ripetute 3-4 volte.

### Alimentazione
La specie appare essenzialmente frugivora, con una componende della dieta rappresentata anche da insetti ed altri artropodi.

### Riproduzione
Finora sono state osservate coppie in corteggiamento (consistente nel rincorrersi fra i rami) fra maggio e agosto e giovani esemplari fra luglio e ottobre: mancano altre informazioni circa la riproduzione in questi uccelli.

## Distribuzione e habitat
La specie è endemica della Nuova Guinea, dove è stata osservata nell'area delle Star Mountains, sui monti Adelbert e nei pressi delle città di Lae e Port Moresby: a dispetto del nome scientifico, l'unica osservazione di questi uccelli nei monti Arfak è stata quella dell'olotipo
L'habitat di questi uccelli è rappresentato dalla foresta pluviale primaria e secondaria di collina e pedemontana, fra i 640 ed i 1100 m di quota: essi colonizzano invece i giardini e i parchi delle aree suburbane prossime alla foresta.